# Casanova '70
Casanova '70 é um filme italiano de 1965, do gênero comédia dramática, dirigido por Mario Monicelli.

## Sinopse
O major Andrea Rossi-Colombotti (Marcello Mastroianni) é um homem que sofre de uma disfunção sexual que só lhe permite ficar excitado em situações onde sua vida esteja em perigo. Ao fazer uma viagem para tentar resolver seu problema, ele conhece a jovem Gigliola (Virna Lisi), por quem se apaixona, mas acaba abandonando a moça. A partir de então, passa por situações "sexualmente embaraçosas" até ir parar num tribunal acusado de matar o marido de uma mulher com quem se envolvia. 

## Elenco
- Marcello Mastroianni.... Major Andrea Rossi-Colombotti
- Virna Lisi.... Gigliola
- Marisa Mell.... Thelma
- Michèle Mercier.... Noelle
- Enrico Maria Salerno.... Professor
- Liana Orfei.... Lion Tamer
- Guido Alberti.... monsenhor